# Oscar Lagos
Oscar Abraham Lagos Núñez (San Francisco, 17 giugno 1976) è un ex calciatore honduregno, di ruolo centrocampista.